# Gabinetto degli Stati Uniti d'America
Il Gabinetto degli Stati Uniti d'America (indicato anche come il Gabinetto del presidente degli Stati Uniti; in inglese United States Cabinet o U.S. President's Cabinet o semplicemente the Cabinet) è un organo consultivo del governo federale degli Stati Uniti ed è composto dal presidente e dal vicepresidente degli Stati Uniti, dai segretari dei 15 dipartimenti dell'amministrazione e da alcuni funzionari di grado più elevato (l'equivalente del Consiglio dei ministri italiano).
I componenti del Gabinetto sono nominati dal presidente, quindi si presentano al Senato degli Stati Uniti per ottenere conferma o essere respinti dietro votazione a maggioranza semplice. Se approvati, prestano giuramento e cominciano le loro funzioni alla guida dei 15 dipartimenti dell'amministrazione. A parte il procuratore generale (capo del Dipartimento della giustizia) e, in precedenza, il ministro delle poste, tutti ricevono il titolo di segretario, che è un equivalente del titolo di ministro nella maggior parte dei governi delle democrazie occidentali. I membri del gabinetto sono alle dipendenze dirette del presidente, il che significa che il presidente può rimuoverli e sostituirli a sua totale discrezione. Quando il Senato non è riunito, il presidente può fare nomine provvisorie (la qual cosa avviene sempre ad inizio mandato).

## Storia

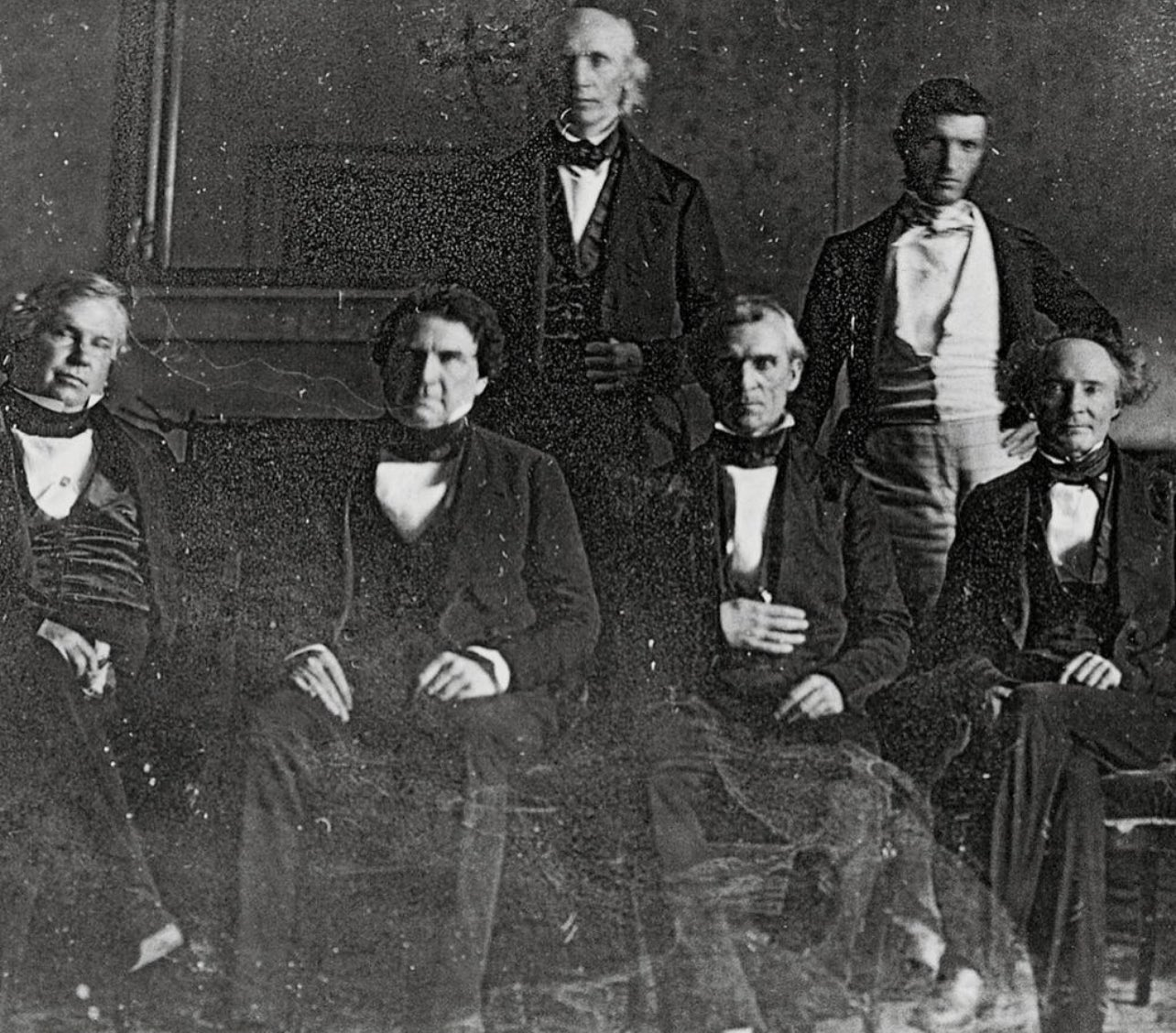
James K. Polk e il suo Gabinetto nel 1845: fu il primo a essere fotografato

La sua costituzione risale al primo presidente statunitense, George Washington, che, per essere assistito nelle sue funzioni, nominò un gabinetto di quattro persone: il segretario di Stato Thomas Jefferson, il segretario al tesoro Alexander Hamilton, il segretario alla guerra Henry Knox, e il procuratore generale Edmund Randolph.
Dal 1926 i membri del Gabinetto servono a piacimento del presidente, che può revocarli in qualsiasi momento senza l'approvazione del Senato, come affermato dalla Corte Suprema degli Stati Uniti nel caso "Myers v. Stati Uniti", o declassare il loro stato di appartenenza al gabinetto.
Il presidente Ronald Reagan ha formato sette consigli di sottogabinetto per esaminare singole questioni politiche e i successivi presidenti hanno seguito quella pratica.

## Basi costituzionali e legali

### Riferimenti costituzionali

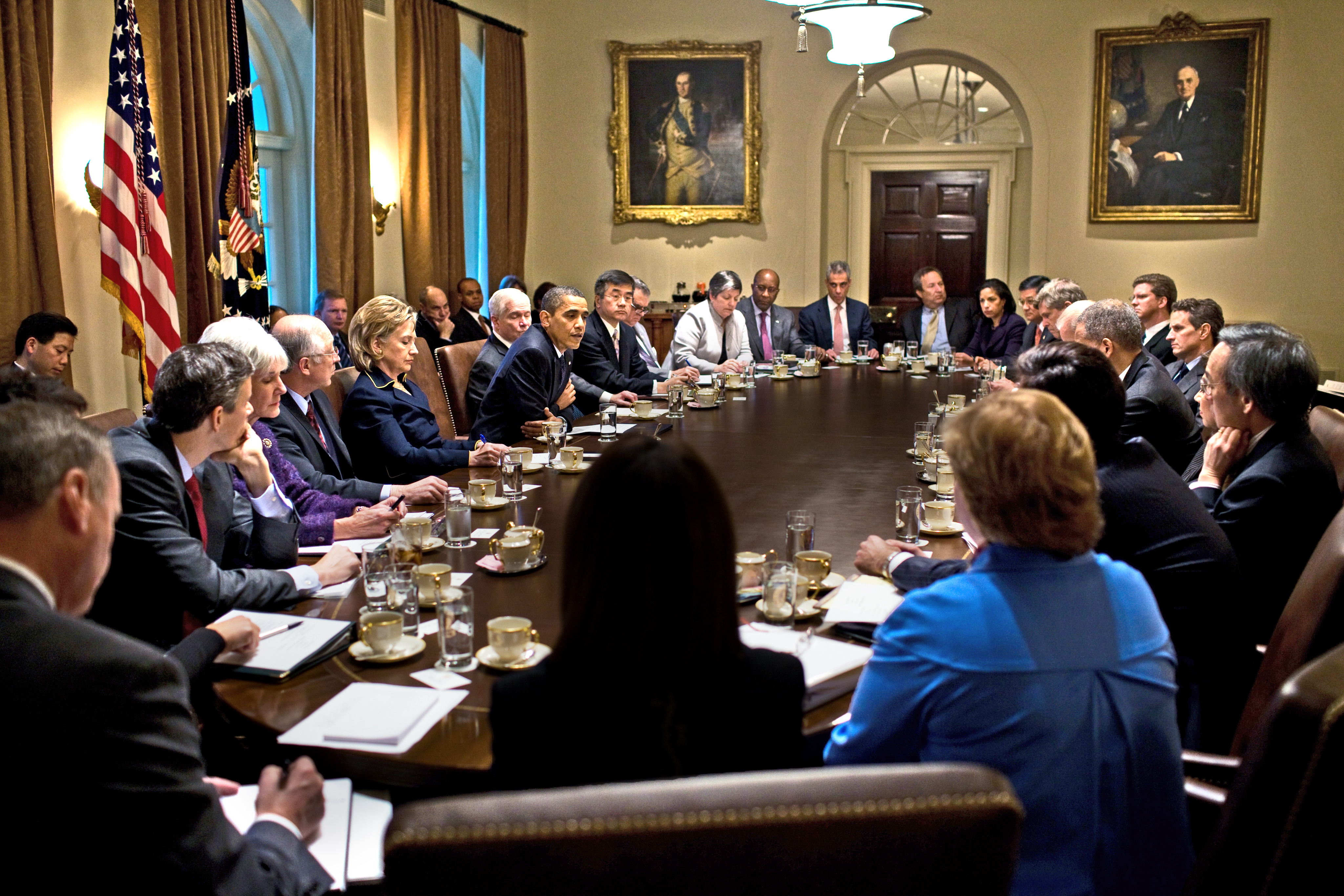
Riunione del Gabinetto Obama nel novembre 2010

L'articolo III della Costituzione prevede che il presidente può richiedere "il parere, per iscritto, al capo di ciascuno dei Dipartimenti dell'esecutivo, su qualsiasi argomento relativo ai doveri dei rispettivi uffici". La Costituzione non stabilisce però né i nomi, né limita il numero di dipartimenti del Governo, lasciando questo compito al Congresso e al presidente.
In seguito, con la ratifica del XXV emendamento della Costituzione, si prevede che il vicepresidente e "la maggioranza dei principali responsabili" dei dipartimenti che fanno parte dell'esecutivo possano trasmettere una dichiarazione (al presidente della Camera dei rappresentanti e al presidente del Senato pro tempore), nel caso ritengano che il presidente non sia più in grado di esercitare i poteri e adempiere ai doveri della sua carica. Il vicepresidente assume immediatamente il comando fin quando il presidente non trasmetta a sua volta una dichiarazione nella quale affermi la sua adeguatezza all'incarico. Nel caso di ulteriore contestazione è chiamato il Congresso degli Stati Uniti a risolvere la questione.
Riguardo all'eleggibilità dei membri del Gabinetto, la Costituzione non pone alcuna condizione se non quella di incompatibilità con l'appartenenza a una delle due Camere. Questo comporta le immediate dimissioni da deputato o senatore, da parte di quei parlamentari che vengano nominati membri del Gabinetto.
La separazione tra potere esecutivo e legislativo, in questa forma dettata direttamente dalla Costituzione, costituisce una differenza piuttosto marcata rispetto a quanto avviene nei sistemi britannico, canadese e australiano, nei quali addirittura è richiesta l'appartenenza al parlamento per poter essere parte del gabinetto di governo. I fautori del sistema americano sostengono che questo assicura gabinetti più qualificati e più stabili.

### Linea di successione
Il Gabinetto è molto importante anche per definire la linea di successione del presidente, vale a dire l'ordine in cui i membri del governo potrebbero essere chiamati a succedere al presidente in caso di morte o di dimissioni del vicepresidente, del presidente della Camera dei rappresentanti e del presidente pro tempore del Senato.
Per questo motivo, è prassi comune di non avere l'intero Gabinetto in un unico luogo, anche per cerimonie come il discorso sullo stato dell'Unione, in cui almeno un membro del Gabinetto è assente. Questa persona è il "sopravvissuto designato", è cioè tenuto in un luogo sicuro e non divulgabile, pronto a subentrare se il presidente, il vicepresidente, il presidente della Camera, il presidente pro tempore del Senato, il segretario di Stato e il resto del Gabinetto venissero uccisi.

## Gabinetto in carica
Il Gabinetto non ha poteri esecutivi collettivi o funzioni proprie e non è necessario votare. I membri sono 24 (25 compreso il vicepresidente): 15 a capo di un dipartimento e nove membri a livello di gabinetto; tutti, tranne due, devono essere approvati ("confermati") del Senato.

### Presidenza
| Dipartimento               | Carica                                     | Titolare        | Foto | Stato   | in carica dal   |
| -------------------------- | ------------------------------------------ | --------------- | ---- | ------- | --------------- |
| Ufficio del Presidente     | Presidente degli Stati Uniti d'America     | Donald J. Trump |      | Florida | 20 gennaio 2025 |
| Ufficio del Vicepresidente | Vicepresidente degli Stati Uniti d'America | James D. Vance  |      | Ohio    | 20 gennaio 2025 |

### I segretari dei dipartimenti
(Membri in ordine di successione):
| Dipartimento                                    | Carica                                        | Titolare                  | Foto | Stato            | in carica dal    |
| ----------------------------------------------- | --------------------------------------------- | ------------------------- | ---- | ---------------- | ---------------- |
| Dipartimento di stato                           | Segretario di Stato                           | Marco Rubio               |      | Florida          | 21 gennaio 2025  |
| Dipartimento del tesoro                         | Segretario al Tesoro                          | Scott Bessent             |      | Carolina del Sud | 28 gennaio 2025  |
| Dipartimento della difesa                       | Segretario della Difesa                       | Peter Hegseth             |      | Tennessee        | 25 gennaio 2025  |
| Dipartimento di giustizia                       | Procuratore Generale                          | Pamela Bondi              |      | Florida          | 5 febbraio 2025  |
| Dipartimento degli interni                      | Segretario degli Interni                      | Doug Burgum               |      | Dakota del Nord  | 1º febbraio 2025 |
| Dipartimento dell'agricoltura                   | Segretario dell'Agricoltura                   | Brooke Rollins            |      | Texas            | 13 febbraio 2025 |
| Dipartimento del commercio                      | Segretario al Commercio                       | Howard Lutnick            |      | New York         | 21 febbraio 2025 |
| Dipartimento del lavoro                         | Segretario del Lavoro                         | Lori Chavez-DeRemer       |      | Oregon           | 11 marzo 2025    |
| Dipartimento della salute e dei servizi umani   | Segretario della Salute e dei Servizi Umani   | Robert Francis Kennedy Jr |      | California       | 13 febbraio 2025 |
| Dipartimento della casa e dello sviluppo urbano | Segretario della Casa e dello Sviluppo Urbano | Scott Turner              |      | Texas            | 5 febbraio 2025  |
| Dipartimento dei trasporti                      | Segretario dei Trasporti                      | Sean Duffy                |      | Wisconsin        | 29 gennaio 2025  |
| Dipartimento dell'energia                       | Segretario dell'Energia                       | Chris Wright              |      | Colorado         | 4 febbraio 2025  |
| Dipartimento dell'istruzione                    | Segretario dell'Istruzione                    | Linda McMahon             |      | Connecticut      | 3 marzo 2025     |
| Dipartimento degli affari dei veterani          | Segretario degli Affari dei Veterani          | Douglas Collins           |      | Georgia          | 5 febbraio 2025  |
| Dipartimento della sicurezza interna            | Segretario della Sicurezza Interna            | Kristi Noem               |      | Dakota del Sud   | 25 gennaio 2025  |

### Funzionari con rango di membri di Gabinetto
| Dipartimento                                         | Carica                                                              | Titolare         | Foto | Stato      | in carica dal    |
| ---------------------------------------------------- | ------------------------------------------------------------------- | ---------------- | ---- | ---------- | ---------------- |
| Ufficio esecutivo del Presidente                     | Capo di gabinetto della Casa Bianca                                 | Susie Wiles      |      | New Jersey | 20 gennaio 2025  |
| Ufficio del Rappresentante per il Commercio          | Rappresentante per il Commercio                                     | Jamieson Greer   |      | Maryland   | 26 febbraio 2025 |
| Agenzia per le piccole imprese                       | Direttore dell'Agenzia per le piccole imprese                       | Kelly Loeffler   |      | Georgia    | 20 febbraio 2025 |
| Central Intelligence Agency                          | Direttore della CIA                                                 | John Ratcliffe   |      | Texas      | 23 gennaio 2025  |
| Dipartimento di Stato                                | Ambasciatore presso le Nazioni Unite                                |                  |      |            | -                |
| Ufficio per la gestione e il bilancio                | Direttore dell'Ufficio per la gestione e il bilancio                | Russell Vought   |      | Virginia   | 7 febbraio 2025  |
| Agenzia per la protezione dell'ambiente              | Direttore dell'Agenzia per la protezione dell'ambiente              | Lee Zeldin       |      | New York   | 29 gennaio 2025  |
| United States Intelligence Community                 | Direttore dell'Intelligence nazionale                               | Tulsi Gabbard    |      | Hawaii     | 12 febbraio 2025 |
| Consiglio dei Consulenti Economici                   | Presidente del Consiglio dei consulenti economici                   | Stephen Miran    |      |            | 13 marzo 2025    |
| Ufficio per le politiche scientifiche e tecnologiche | Direttore dell'Ufficio per le politiche scientifiche e tecnologiche | Michael Kratsios |      |            | 25 marzo 2025    |

## Dipartimenti soppressi
- Dipartimento della guerra (1789–1947): inquadrato nel nuovo Dipartimento della Difesa.
- Dipartimento delle poste (1829–1971): riorganizzatosi quindi come Servizio postale degli Stati Uniti, un'agenzia indipendente.